# Ingrid Pfendtner
Ingrid Pfendtner (* 6. Juni 1959 in Mannheim) ist eine deutsche Wissenschaftsjournalistin und Sachbuchautorin.

## Leben
Nach Abschluss ihres Studiums der Biologie mit Schwerpunkt Zoologie an der  Ruprecht-Karls-Universität Heidelberg und einem journalistischen Aufbaustudium absolvierte sie bei  Natur  (heute:  Natur & Kosmos), in der Wissenschaftsredaktion des  Stern und bei Brigitte diverse Praktika. Zurückgekehrt von ausgedehnten, mehrjährigen Reisen schrieb sie zunächst über populärwissenschaftliche Themen in den Wochenendausgaben von Tageszeitungen wie der  Rheinpfalz oder dem  Mannheimer Morgen, spezialisierte sich dann aber bald auf populäre Ratgeber und Sachbücher aus dem Bereich Biologie, Botanik und Heilkunde. Ingrid Pfendtner lebt in Mannheim.

## Publikationen
- So heilt und lindert ASS,  Weltbild, 1999, ISBN 3-89604-755-8
- Knaurs Gartendoktor, 2007, Weltbild, ISBN 978-3-8289-1758-3 (weitere Lizenzausgaben, etwa für TCM/Tchibo)
- Grüner Tee: gesund bleiben und genießen, 1998,  Urania Berlin, ISBN 3-332-00674-6
- Melatonin: das Wunderhormon, das aus dem Körper kommt, Heyne München, ISBN 3-453-10995-3
- Teebaumöl – Wirkstoff für Körper und Seele, 1999, eco Köln, ISBN 3-933468-36-1
- Die Heilkraft des Ginseng, 1999, Heyne, ISBN 345315441X
- Ginseng: sano y en forma con la raíz de la vida eterna, EDAF Madrid, 2000, ISBN 84-414-0821-1
- Mehr Lebensfreude mit Johanniskraut, 1998, Urania Berlin, ISBN 3-332-00661-4
- Mehr Power durch Nachtkerzenöl, 1994, Urania Freiburg, ISBN 978-3332006216
- Heilen und pflegen mit den Wirkstoffen des Grapefruitkerns, 2000, Urania Berlin, ISBN 978-3332006254
- Natürlich heilen mit Brennessel, 1999, Heyne, ISBN 978-3453154476
- Teebaumöl – Wirkstoff für Körper und Seele, 1999, eco Köln, ISBN 978-3933468369

### Als Mitautorin
- Der Klostergarten: bewährte Traditionen und praktisches Wissen, Gondrom Bindlach, ISBN 978-3-8112-2852-8 (mehrere Übersetzungen)
- Das Wissen der Welt: Ursprung, Entwicklung, Meilensteine, 2012, Compact, ISBN 3817488963

### Auftragsarbeiten
- Mein Garten – Schritt für Schritt zum Traumgarten, Egmond Verlag im Auftrag von RTL Television, ISBN 3-8025-1719-9